# Helene Wastl
Helene Wastl (* 3. Mai 1896 in Wien, Österreich; † 16. oder 17. Juli 1948 in Philadelphia, USA) war eine österreichische Medizinerin. Sie zählt zu den Pionierinnen der medizinischen Wissenschaften und zu den ersten Frauen, die sich das Studium der Medizin, eine wissenschaftliche Karriere und internationale Mobilität erschlossen haben.

## Kindheit
Helene Wastl wurde am 3. Mai 1896 in Wien geboren. Ihr Vater Peter Wastl war Ingenieur der k.k. Staatsbahnen und später Oberstaatsbahnrat. 1904 übersiedelte die ursprünglich aus Kärnten stammende Familie Wastl nach Innsbruck. Nach der Volksschule besuchte sie von 1907 bis 1911 das Mädchen-Lyzeum der »Frauen Ursulinen« in Innsbruck. Ab 1912 oder 1913 war sie Privatistin am k. k. Staatsgymnasium in Innsbruck, an dem sie drei Jahre nach dem Tod ihres Vaters am 6. Juni 1916 die Matura (= Abitur) mit Auszeichnung absolvierte. Mit dem Wintersemester 1916/1917 begann sie das Studium der Medizin an der medizinischen Fakultät der Universität Innsbruck. Sie war eine von insgesamt elf Frauen, die hier eingeschrieben waren. Das Kolleggeld wurde ihr von der Universität anfangs teils, später gänzlich erlassen – vermutlich, weil sie Halbwaise war.

## Medizinstudium als eine von elf Frauen
Bereits ab dem dritten Semester hatte sie eine Anstellung als „Demonstrator“ am Institut für Physiologie unter Ernst Theodor Brücke (1880–1941). Auch die letzten beiden Studiensemester, 1921/22, war sie dort als Hilfsassistentin tätig. Gemeinsam mit Brücke entstand Wastls erste wissenschaftliche Arbeit. Brücke war 1916 nach Innsbruck berufen worden und machte das physiologische Institut zu einer international renommierten Forschungsstätte. Wie bereits im Gymnasium zeigt Helene Wastl auch an der Universität außergewöhnliche Leistungen: Sie legte alle drei medizinischen Rigorosen mit „ausgezeichnet“ ab. Am 11. Februar 1922 wurde sie als zweite Inländerin an der medizinischen Fakultät Innsbruck zum Dr. med. promoviert. Vor Helene Wastl hatten in Innsbruck nur fünf Frauen in Medizin promoviert: Bis 1918 waren es vier Ausländerinnen, die erste Wilhelmine Schönthaler aus Njmwegen in Holland, wobei es sich jedoch um die Nostrifikation eines ausländischen Doktorgrades handelte.
Nach der Promotion kam Helene Wastl an das Institut für Physiologie der medizinischen Fakultät Wien. Im April 1922 wurde sie außerordentliche Assistentin bei dem Physiologen Arnold Durig (1872–1961) und hielt die Vorlesungen in »Physiologie für Turnlehrer«, die ihr Durig übertragen hatte. Durch ein Stipendium konnte Helene Wastl 1924 und 1925 an der Universität Cambridge (England) am physiologischen Institut bei den Professoren John Newport Langley und Joseph Barcroft forschen.

## Erste habilitierte Medizinerin
Am 24. April 1928 beantragte Helene Wastl die Verleihung der Lehrbefugnis (Venia Legendi) für Physiologie. Zu ihrer Habilitationsschrift »Über die Wirkung des Adrenalins und einiger anderer Inkrete auf die Kontraktionen des Warmblütler-Skelettmuskels« legte sie mehr als vierzig weitere wissenschaftliche Abhandlungen vor. Erst knapp zwei Jahre später, am 22. Januar 1930, wurde über ihr Antrag angenommen. Arnold Durig, ihr Mentor, würdigte Wastls Arbeit und ihre pädagogischen Fähigkeiten, während Koreferent Roland Grassberger (1867–1956) und Vorstand des hygienischen Instituts zwar die Gründlichkeit der Arbeit lobte, jedoch die Darstellung jedoch als »nicht streng kritisch« kritisierte. Das Professorenkollegium beschloss schließlich mit 21 Ja- und drei Neinstimmen die Verleihung der Lehrbefugnis. Am 4. Februar 1930 wurde diese Entscheidung durch das Unterrichtsministerium bestätigt. Helene Wastl gilt damit als erste Frau, die sich an der Universität Wien für das Fach Medizin habilitierte.

## Internationale wissenschaftliche Stationen
1930 kam Wastl bei einer Studienreise nach England. Im Sommersemester 1931 führte sie im Auftrag der Hygiene-Sektion des Völkerbundes Volksernährungsstudien in verschiedenen europäischen Ländern durch. Ab September 1931 leitete Helene Wastl den Lehrstuhl für Physiologie am Women’s Medical College of Pennsylvania (Philadelphia). Zunächst war der Vertrag auf ein Jahr befristet, er wurde immer wieder um ein Jahr verlängert. Aufgrund dieser Tätigkeit in den USA kündigte sie 1932 ihre Assistentenstelle am Wiener physiologischen Institut und ließ sich von ihrer Vorlesungspflicht als Privatdozentin freistellen.
Im Juli 1932 kam sie noch einmal nach Wien, um am 9. Juli den Physiologen Franz Lippay (1897–1965) zu heiraten. Helene Wastl reiste anschließend zurück in die USA. Ihr Ehemann, von dem sie 1935 wieder geschieden wurde, emigrierte 1938 von Wien nach Australien. Ab Januar 1934 war Helene Wastl nach einem Reitunfall für längere Zeit arbeitsunfähig. Da eine vollständige Genesung als unwahrscheinlich erschien, wurde ihr Lehrauftrag am College nicht mehr verlängert. Anschließend ging sie an das Department of Physiology and Biochemistry der Cornell University (Ithaca, NY) und forschte dort als »Resident Doctor«, doch auch dieser Vertrag wurde 1935/36 nicht verlängert. Aus einem späteren Meldenachweis ist Saratow (Sowjetunion) als Aufenthaltsort angegeben, weswegen vermutet wird, dass sie am dort am Medizinischen Institut gearbeitet hat.
Ab 1938 arbeitete Helene Wastl am Hahnemann Medical College (Philadelphia) als »Research Associate« in Pharmakologie und Anatomie. Gemeinsam mit dem Professor für Homöopathie Garth Boericke veröffentlichte sie eine Reihe wissenschaftlicher Arbeiten.

## Ausbürgerung und Lebensende
1943 wurde Helene Wastl aus Österreich ausgebürgert. Wegen der Ausbürgerung erkannte ihr die Universität Wien 1944 Doktortitel und Lehrbefugnis ab. Ab den 1940er Jahren lässt sich die Biografie Wastls in den USA nicht mehr zuverlässig nachvollziehen. Laut dem Österreichischen Biographischen Lexikon starb Helene Wastl am 16. oder 17. Juli 1948 in Philadelphia, USA.

## Rezeption und Aufarbeitung
Im Zuge verschiedenster Aufarbeitungsinitiativen – sowohl über den Zugang von Frauen an Universitäten als auch über die Vertreibung von Wissenschaftlerinnen und Wissenschaftler während der NS-Zeit – konnten viele Stationen über das Leben sowie das Schaffen von Helene Wastl in der Medizin erörtert und rekonstruiert werden. Jedoch ist diese Rekonstruktion noch nicht abgeschlossen. So wird derzeit auch versucht, die letzten Lebensjahre Helene Wastls genauer zu rekonstruieren.
Ab 1960, in Folge eines Antrags Cornell University, Helene Wastl den Doktortitel und die Habilitation wieder zu verleihen, begann die Universität Wien, sich mit dem Schicksal ihrer ersten Habilitantin in Medizin wieder zu beschäftigen. Jedoch konnte die Wiederverleihung ihres Titels und der Lehrbefugnis auf Grund ihres Todes nicht mehr erfolgen.
In Würdigung der Leistungen Helene Wastls wurde an der Medizinischen Universität Innsbruck ein Frauen-Mentoring-Programm nach ihr benannt. Das Helene Wastl Medizin Mentoring-Programm ist ein medizinspezifisches Mentoring-Programm mit Fokus auf Ärztinnen und Nachwuchs-Wissenschafterinnen in Übergangs- und Entscheidungssituationen ihres Karriereverlaufs bzw. bei der Karriereplanung.